# Lijst van voetbalinterlands Filipijnen - Oost-Timor
Deze lijst van voetbalinterlands is een overzicht van alle officiële voetbalinterlands tussen de nationale teams van de Filipijnen en Oost-Timor. De landen hebben tot nu toe zes keer tegen elkaar gespeeld. De eerste ontmoeting, een kwalificatiewedstrijd voor de Zuidoost-Azië Cup 2007, werd gespeeld in Bacolod op 14 november 2006. Het laatste duel, een groepswedstrijd tijdens de Zuidoost-Azië Cup 2020, vond plaats op 11 november 2021 in Singapore.

## Wedstrijden
| № | Plaats       | Datum            | Competitie                          | Wedstrijd               | Uitslag |
| - | ------------ | ---------------- | ----------------------------------- | ----------------------- | ------- |
| 1 | Bacolod      | 14 november 2006 | Zuidoost-Azië Cup 2007 kwalificatie | Filipijnen − Oost-Timor | 7 − 0   |
| 2 | Phnom Penh   | 17 oktober 2008  | Zuidoost-Azië Cup 2008 kwalificatie | Filipijnen − Oost-Timor | 1 − 0   |
| 3 | Vientiane    | 22 oktober 2010  | Zuidoost-Azië Cup 2010 kwalificatie | Oost-Timor − Filipijnen | 0 − 5   |
| 4 | Taipei       | 5 december 2017  | Vriendschappelijk                   | Oost-Timor − Filipijnen | 1 − 0   |
| 5 | Kuala Lumpur | 17 november 2018 | Zuidoost-Azië Cup 2018              | Oost-Timor − Filipijnen | 2 − 3   |
| 6 | Singapore    | 11 december 2021 | Zuidoost-Azië Cup 2020              | Oost-Timor − Filipijnen | 0 − 7   |

## Samenvatting
| Competitie                     | Totaal gespeeld | Winst Filipijnen | Gelijk | Winst Oost-Timor | Doelsaldo Filipijnen – Oost-Timor |
| ------------------------------ | --------------- | ---------------- | ------ | ---------------- | --------------------------------- |
| Zuidoost-Azië Cup              | 2               | 2                | 0      | 0                | 10 − 2                            |
| Zuidoost-Azië Cup-kwalificatie | 3               | 3                | 0      | 0                | 13 − 0                            |
| Vriendschappelijk              | 1               | 0                | 0      | 1                | 0 − 1                             |
| Totaal                         | 6               | 5                | 0      | 1                | 23 − 3                            |

PFF · 
A-internationals · 
Filipijns vrouwenelftal
Afghanistan ·
Australië ·
Azerbeidzjan ·
Bahrein ·
Bangladesh ·
Bhutan ·
Brunei ·
Cambodja ·
China ·
Estland ·
Fiji ·
Guam ·
Hongkong ·
India ·
Indonesië ·
Irak ·
Iran ·
Israël ·
Japan ·
Jemen ·
Jordanië ·
Kirgizië ·
Koeweit ·
Laos ·
Libanon ·
Macau ·
Malediven ·
Maleisië ·
Mongolië ·
Myanmar ·
Nepal ·
Noord-Korea ·
Oezbekistan ·
Oman ·
Oost-Timor ·
Pakistan ·
Palestina ·
Papoea-Nieuw-Guinea ·
Qatar ·
Singapore ·
Sri Lanka ·
Syrië ·
Tadzjikistan ·
Taiwan ·
Thailand ·
Turkmenistan ·
Verenigde Arabische Emiraten ·
Vietnam ·
Zuid-Korea ·
Zuid-Vietnam
FFTL · A-internationals · Oost-Timorees vrouwenelftal
2000 – 2009 · 
2010 – 2019
2003 · 
2004 · 
2005 · 
2006 · 
2007 · 
2008 · 
2009 · 
2010 · 
2011 · 
2012 ·
2015 ·
2016
Brunei ·
Cambodja ·
Filipijnen ·
Hongkong ·
Indonesië ·
Laos ·
Libanon ·
Malediven ·
Maleisië ·
Mongolië ·
Myanmar ·
Nepal ·
Palestina ·
Saoedi-Arabië ·
Singapore ·
Tadzjikistan ·
Taiwan ·
Thailand ·
Verenigde Arabische Emiraten